# واریر (آلاباما)
واریر (به انگلیسی: Warrior) شهرکی در شهرستان بلاونت ایالت آلاباما است که مساحت آن ۲۵٫۳۱ کیلومترمربع است و در سرشماری سال ۲۰۱۰ میلادی، ۳٬۱۷۶ نفر جمعیت داشته و تراکم جمعیتی آن، ۱۲۵٫۴۸ نفر در کیلومترمربع بوده است.